# Denys Williams
Sir Denys Williams, né le 12 octobre 1929 et mort le 7 août 2014, est gouverneur général de la Barbade par intérim de 1995 à 1996.

## Biographie
Williams est née de George C. Williams et Violet Williams. Il étudie à la Combermere School et au Harrison College à la Barbade, obtient une bourse d'études de la Barbade en 1949 et étudie le droit à l'université d'Oxford. Il est ensuite admis au barreau anglais du Middle Temple.
Il est ensuite retourné dans les Indes occidentales, travaillant quelque temps pour la Fédération des Indes occidentales basée à Trinidad, avant de retourner à la Barbade et d’être admis comme magistrat. Il a été nommé juge à l'époque, à l'âge de 37 ans, le plus jeune juge du Commonwealth. Il est ensuite devenu juge en chef de la Barbade et a été l'un des juges les plus anciens du Commonwealth; il a pris sa retraite en 2001.
Sir Denys est décédé à l'âge de 84 ans le 7 août 2014. Il a eu six enfants avec son épouse, Lady Carmel Williams.